# Hazim Delić
Hazim Delić  (* 12. Mai 1964) ist ein ehemaliger bosniakischer Kommandeur des Gefangenenlagers Čelebići und der Armija Republike Bosne i Hercegovine, sowie verurteilter Kriegsverbrecher. Am 8. April 2003 wurde er wegen Verbrechen gegen die Menschlichkeit und  Kriegsverbrechen während des Bosnienkriegs vom UN-Kriegsverbrechertribunal in Den Haag zu 18 Jahren Haft verurteilt. Er wurde für Mord und Folter an serbischen Zivilisten sowie für die Massenvergewaltigung zweier serbischer Frauen 1992 im Gefangenenlager schuldig gesprochen.

## Prozess vor dem Internationalen Strafgerichtshof
Laut UN-Bericht wurden im Gefangenenlager Čelebići zahlreiche Serben getötet, gefoltert, sexuell missbraucht, geschlagen und allgemein grausam und unmenschlich behandelt. Bestimmte Gefangene wurden erschossen oder einfach zu Tode geprügelt. Hazim Delić war auch verantwortlich für die unmenschlichen Lebensbedingungen der Gefangenen wie den Entzug von Nahrung, Wasser, Schlaf und medizinischer Versorgung. Er wurde am 16. November 1998 zu 20 Jahren Gefängnis verurteilt. Am 8. April 2003 wurde das Urteil durch die Berufungskammer auf 18 Jahre reduziert.